# دختر خوب بد شد: بازترکیب‌ها
«دختر خوب بد شد: بازترکیب‌ها» آلبومی از هنرمند اهل باربادوس ریانا است که در ۲۷ ژانویه ۲۰۰۹ منتشر شد.